# Отношения Азербайджана и Турецкой Республики Северного Кипра
Отношения Азербайджана и Турецкой Республики Северного Кипра — двусторонние дипломатические отношения между Азербайджаном и частично признанной Турецкой Республикой Северного Кипра (ТРСК). По состоянию на 2025 год, Азербайджан официально не признаёт независимость ТРСК, тем не менее, с 2023 года резко возрос уровень политических, культурных и экономических контактов между странами.

## История
В 1991 году Азербайджан стал независимым государством и членом Организации Объединённых Наций, а ТРСК не входит в ООН и её независимость признана только Турцией. Турецкая Республика Северного Кипра, которая является де-факто независимой с 1983 года, не была признана Азербайджаном. Хотя в 1992 году Нахичеванская Автономная Республика в лице тогдашнего председателя Али Меджлиса Гейдара Алиева символически признала ТРСК, этот шаг не был юридически обязывающим или признанным официальным Баку. Основной причиной, по которой Азербайджан не признал ТРСК - это наличие собственного территориального конфликта с Арменией (Карабахский конфликт). Признание ТРСК со стороны Азербайджана могло оказать эффект на статус непризнанной Нагорно-Карабахской Республики (НКР), хотя после ликвидации НКР в сентября 2023 года эта проблема, вероятно, не является актуальной.
Президент Азербайджана Гейдар Алиев очень ценил отношения с Турцией, считая, что это одна нация, но два государства. В 2004 году после референдума на Кипре в соответствии с планом Аннана в отношениях между Азербайджаном и ТРСК произошли улучшения. Затем, президент ТРСК Дервиш Эроглу произнёс слова «три государства, но одна нация», ссылаясь на речь Гейдара Алиева.
Президент Азербайджана Ильхам Алиев сказал, что Азербайджан может признать «ТРСК» в том случае, если турецкая сторона ответит «да», а греческая сторона — «нет» на референдуме по плану Аннана в 2004 году. Отметив, что Азербайджан официально не признает ТРСК, Ильхам Алиев добавил, что делегации от ТРСК присутствуют на переговорах в Баку, а также то, что официальные лица Азербайджана присутствуют на праздниках в ТРСК. На референдуме, состоявшемся 24 апреля 2004 года, 65 % турок Кипра сказали «да», а 76 % греков сказали «нет».
В 2005 году Азербайджан объявил, что признает паспорта ТРСК и 20 июля направил официальных представителей для участия в Дне мира и свободы ТРСК. Затем, делегация азербайджанских бизнесменов из ста человек совершила прямой рейс из Баку в ТРСК, что стало первым прямым рейсом между странами. Азербайджанская делегация прибыла в ТРСК, где провела переговоры с бывшим президентом ТРСК Рауфом Денкташем и действующим президентом Мехметом Али Талатом. Мехмет Али Талат заявил, что это прибытие азербайджанцев очень важно так как может положить конец изоляции турок-киприотов. Президент Imair Airlines Физули Фазуллаев сказал, что регулярные авиарейсы между странами будут налажены через три месяца.
Президент Республики Кипр Тасос Пападопулос направил президенту Азербайджана Ильхаму Алиеву письмо с протестом против прямых рейсов, заявив, что «предпримет некоторые шаги, когда придёт время». Кроме того, Международная организация гражданской авиации сделала заявление, что подаст жалобу на Азербайджан из-за организации авиарейсов в ТРСК. Министр иностранных дел Азербайджана Тахир Тагизаде ответил на обвинения, что политика Баку в отношении Кипра не изменилась и то, что в Азербайджане внедряется свободная рыночная экономика и он не вмешивается в деятельность бизнесменов, которые решили организовать авиарейсы в ТРСК. Тахир Тагизаде добавил, что турки-киприоты поддержали план Аннана и не должны дальше подвергаться международному эмбарго.

## Современный период
С 2023 года резко возрос уровень политических, культурных и экономических контактов между двумя государствами. Азербайджан открыто поддерживает ТРСК на международных платформах как проявление союзничества с Турцией. Так, в октябре 2023 года президент ТРСК Эрсин Татар впервые посетил Баку с официальным визитом, где он был принят президентом Азербайджана Ильхамом Алиевым. В апреле 2024 года была создана межпарламентская рабочая группа между Милли Меджлисом Азербайджана и Ассамблеей ТРСК.
Азербайджан признает паспорта граждан ТРСК, действует прямое авиасообщение между Баку и Лефкошей. В столице Азербайджана также действует неофициальное представительство ТРСК с консульскими функциями.
При поддержке Баку ТРСК получила статус наблюдателя в Организации тюркских государств (ОТГ). В июле 2024 года лидер ТРСК был приглашён на саммит ОТГ в Шуше, где впервые официально развевался флаг Северного Кипра на международном тюркском мероприятии.